# Italien i olympiska vinterspelen 1948
Italien deltog i olympiska vinterspelen 1948. Italiens trupp bestod av 54 idrottare, 51 var män och 3 var kvinnor. Detta var första vinterspelet som Italien tog medalj.

## Medaljer

### Guld
- Skeleton
  - Herrar singel: Nino Bibbia

## Trupp
- Alpin skidåkning
  - Silvio Alverà
  - Eugenio Bonnico
  - Renata Carraretto
  - Vittorio Chierroni
  - Zeno Colò
  - Carlo Gartner
  - Roberto Lacedelli
  - Celina Seghi
- Bob
  - Enrico Airoldi
  - Remo Airoldi
  - Edilberto Campadese
  - Luigi Cavalieri
  - Vittorio Folonari
  - Dario Poggi
  - Gian Carlo Ronchetti
  - Nino Rovelli
  - Mario Vitali
  - Nino Bibbia
- Längdskidåkning
  - Victor Borghi
  - Arcangelo Chiocchetti
  - Severino Compagnoni
  - Silvio Confortola
  - Vincenzo Perruchon
  - Christiano Rodeghiero
  - Stefano Sommariva

Deltog både i längdskidåkning och nordisk kombination:
- - Alfredo Prucker
  - Rizzieri Rodeghiero
  - Alberto Tassotti
  - Grazia Barcellona
  - Carlo Fassi
- Ishockey
  - Claudio Apollonio
  - Giancarlo Bassi
  - Mario Bedogni
  - Luigi Bestagini
  - Giancarlo Bucchetti
  - Carlo Bulgheroni
  - Ignazio Dionisi
  - Arnaldo Fabris
  - Vincenzo Fardella
  - Aldo Federici
  - Umberto Gerli
  - Dino Innocenti
  - Constanzo Mangini
  - Dino Menardi
  - Otto Rauth
  - Franco Rossi
  - Gianantonio Zopegni
- Backhoppning
  - Bruno Da Col
  - Igino Rizzi
  - Aldo Trivella
- Hastighetsåkning på skridskor
  - Fernando Alloni
  - Guido Caroli
  - Giorgio Cattaneo
  - Enrico Musolino